# Голуб аргентинський
Го́луб аргентинський (Patagioenas picazuro) — вид голубоподібних птахів родини голубових (Columbidae). Мешкає в Південній Америці.

## Опис

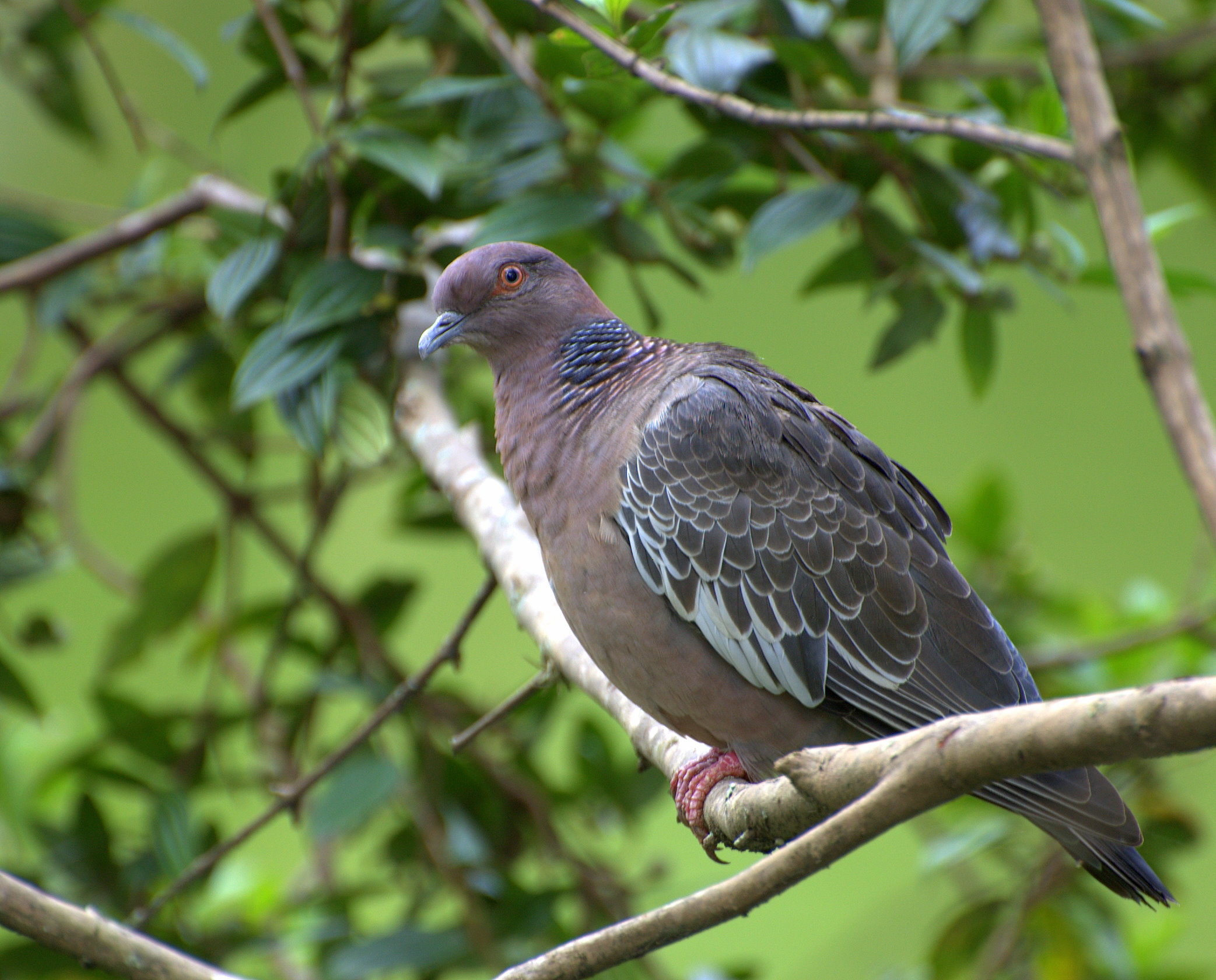
Аргентинський голуб (Сан-Паулу, Бразилія))

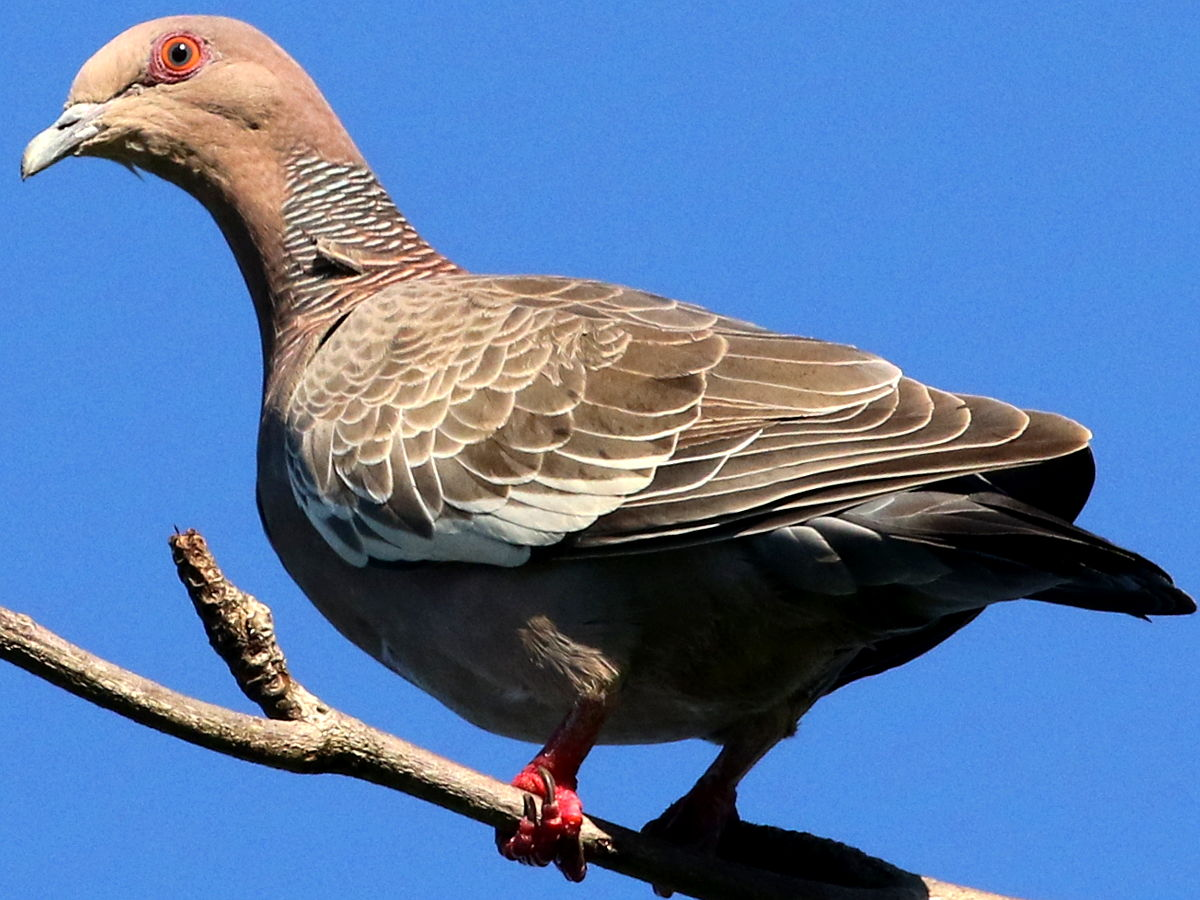
Аргентинський голуб (озеро Родрігу-де-Фрейташ, Бразилія)

Довжина птаха становить 35-37,5 см, вага 450 г. Крила відносно довгі, хвіст короткий. Виду не притаманний статевий диморфізм. Голова, груди і верхня частина тіла бордові, пера на них мають світлі края, що формують легкий лускоподібний візерунок. Нижня частина грудей і живіт світліші. Потилиця і шия з боків сірі, пера на них мають чорно-білі края, що формують "комір". Верхні покривні пера крил сірі, верхні і нижні покривні пера хвости сизувато-сірі. Стернові пера сірі, з чорною смугою на кінці. Райдужки оранжево-червоні, дзьоб сіруватий.

## Підвиди
Виділяють два підвиди:
- P. p. marginalis (Naumburg, 1932) — північно-східна Бразилія (Піауї, Баїя, Гояс);
- P. p. picazuro (Temminck, 1813) — східна і південна Бразилія (на південь від Пернамбуку), східна Болівія, східна і центральна Аргентина, Уругвай і Парагвай.

## Поширення і екологія
Аргентинські голуби мешкають в Бразилії, Болівії, Аргентині, Парагваї і Уругваї. Вони живуть у вологих і сезонно вологих тропічних лісах, на узліссях, в рідколіссях і саванах, в галерейних лісах, на луках і полях, в парках, садах і людських поселеннях. Зустрічаються на висоті до 1100 м над рівнем моря. 
Аргентинські голуби ведуть переважно осілий спосіб життя, зустрічаються зграями, під час сезону розмноження парами. Вони живляться  насінням, бруньками, пагонами, молодим листям і безхребетними, шукають їжу як на деревах, та і на землі. Початку сезону розмноження різниться в залежності від регіону, в Бразилії він триває переважно з листопада по грудень. Гніздо являє собою просту платформу з гілочок, розміщується на дереві або в чагарниках. В кладці одне яйце.